# Comanadores
Comanadores són els ordes religiosos, generalment monàstics i de vida contemplativa, dels monestirs femenins dels ordes militars o militars hospitalers. Són un institut religiós femení de dret pontifici amb cases autònomes.
S'originaren per agrupar-hi les esposes, filles o familiars dels cavallers dels ordes, on vivien en comunitat sota la regla corresponent a l'orde, pregant per ells i per l'assoliment dels objectius de l'orde. Acabaren essent ordes monàstics, només vinculats a l'orde militar original per la regla i la història.
Encara que els ordes militars desapareguessin o es convertissin en ordes de cavalleria, molts d'aquests ordes monàstics femenins perviuen. Per exemple, a Espanya n'hi ha al Puerto de Santa María, Sevilla, Puente de la Reina i Sangüesa, Granada, Toledo, Madrid i Burgos. A finals del 2015 hi havia 9 cases i 99 religiosos a les comanadores.

## Principals ordes comanadores
- Comanadores de Malta o de Sant Joan de Jerusalem, branca femenina de l'Orde de Malta.
- Comanadores del Sant Sepulcre, de l'Orde del Sant Sepulcre.
- Comanadores de l'Esperit Sant, branca hospitalera de l'Orde Hospitaler de l'Esperit Sant.
- Comanadores de Sant Jaume, branca femenina de l'Orde de Sant Jaume.
- Comanadores calatraves, de l'Orde de Calatrava.
- Comanadores d'Alcántara, de l'Orde d'Alcántara.
- Comanadores Mercedàries, de l'Orde de la Mercè, amb diferents branques.